# 對中華人民共和國香港特別行政區維護國家安全法的反應
在《中華人民共和國香港特別行政區維護國家安全法》制定與通過立法期間，不同方面對此存在正面或負面的反應。

## 两岸四地

### 中華人民共和國
《港区国安法》于2020年6月30日通过后，國務院港澳辦、香港中聯辦隨即發表聲明，指出堅決擁護和支持《港區國安法》實施，指出法律“確保一國兩制行穩致遠，為一國兩制在香港實踐步入新里程”。外交部亦发表类似声明，称《港區國安法》“是香港恢復秩序、由亂及治的治本之策”。外交部駐港公署、外交部駐澳公署同时发表声明支持港區國安法。中共中央台湾工作办公室发言人朱凤莲应询表示，反对民进党当局对全国人大常委会表决通过香港国安法大肆攻击诬蔑并扬言实施援助项目，同时称“任何人任何势力企图损害国家主权、安全、发展利益，破坏香港繁荣稳定的行径都是徒劳的，必将自食恶果”。中国和平统一促进会於数十个国家的分會发表声明支持香港国安法。
2020年7月1日，国务院新闻办公室召开《港区国安法》記者會。会上，國務院港澳辦副主任張曉明表示，《港区国安法》完全符合「一國兩制」方針，是把堅守「一國」原則和尊重「兩制」差異完美結合的一部法律；他又对外媒批评北京搞「一國一制」回应称，若中央搞「一國一制」，「我們完全可以把中華人民共和國的刑法、刑事訴訟法、國家安全法等這些全國性法律直接適用於香港，何必費這麼大周章，為香港度身訂造一部國安法？」。外交部發言人趙立堅在例行记者会上表示，香港國安立法問題根本不是人權問題，更不應被政治化，奉勸有關方面認清形勢，停止歪曲抹黑，停止干涉香港事務和中华人民共和国內政。国务院港澳办副主任、香港中联办主任駱惠寧在出席庆祝香港回歸23周年活動啟動禮上表示，全国人大常委會制定港區國安法，是對一國兩制制度體系有利的加固和完善，是一國兩制實踐的重要里程碑。同日晚，中國人民解放軍駐香港部隊新聞發言人韓鈾中校發表聲明，表示駐香港部隊堅決擁護香港國安法頒布實施。中华人民共和国驻英国大使刘晓明会见英国外交部常务次官麦克唐纳时表示，坚决驳回英方就香港国安法对中方的无端指责，并就英方错误言行阐明中方严正立场。中华人民共和国驻英国大使馆发言人亦对持有英国国民（海外）护照的香港居民提供更多居留权利表示反对。
2020年7月2日，中华人民共和国外交部发言人趙立堅在例行記者會上，就美國國務卿邁克·蓬佩奧發表有關港版國安法的聲明表示反驳，称蓬佩奥“天天撒謊造謠，充分暴露了他的無知和偏見”。
2020年7月4日，國務委員、公安部部長兼党委书记趙克志主持召開公安部黨委（擴大）會議，會議指出要認真學習貫徹《港區國安法》，全力保障法律有效實施，全力支持配合駐港國家安全公署各項工作，全力指導支持香港警隊止暴制亂、恢復秩序，全力防範、制止和懲治極少數人危害國家安全的違法犯罪行為和活動，切實保障香港居民合法權益，堅決維護國家安全和香港長治久安，確保一國兩制事業行穩致遠。
國家安全部部長陳文清表示，國家安全機關將堅決貫徹落實《港區國安法》，支持香港維護國家安全委員會、香港警務處、警務處維護國家安全部門的各項工作，保障《港區國安法》有效實施，堅決打擊外部勢力和敵對勢力「反中亂港」的一切圖謀。
《人民日報》「人民銳評」表示，「有別有用心的人要在社會製造無端恐懼，令市民因恐懼而相信謠言」。社評指，「國安公署辦案時，有非常嚴格和明確的法律規定」。另外，國安公署人員受全國性法律及香港法律規管。
由於加拿大、英國和澳大利亞暫停向香港移交逃犯，2020年7月28日，中華人民共和国外交部发言人汪文斌在例行记者会上宣佈，香港特区暂停和加拿大、澳洲、英國上述三國的移交逃犯协定以及刑事司法互助协定。之后在2020年8月3日再决定香港暫停與新西蘭的移交逃犯協定。2020年8月12日，香港特区政府根据中央人民政府的指示，暫停履行《港德移交逃犯協定》，以及擱置正待生效的《港法移交逃犯協定》。
2020年8月10日，為報復美國對林鄭月娥等官員的制裁，中華人民共和國外交部發言人趙立堅宣布，中华人民共和国决定从即日起，对美国联邦参议员馬可·魯比奧、泰德·克鲁兹、乔希·霍利、汤姆·科顿、帕特·图米，联邦众议员克里斯·史密斯，以及美国国家民主基金会总裁卡尔·格什曼、美国国际事务民主协会总裁米德偉、美国国际共和研究所总裁丹尼爾·特温宁、人权观察执行主席肯尼思·羅斯、自由之家总裁邁克爾·J·阿布拉莫維茨实施制裁。
2020年8月20日，中華人民共和国外交部发言人赵立坚宣布，鉴于美方的错误行径，中方决定香港特区暂停履行港美司法互助协定。
2020年10月23日，根據中央人民政府的指示，香港特區政府向芬蘭駐香港總領事館發出通知，暫停履行《中華人民共和國香港特別行政區政府與芬蘭共和國政府關於移交逃犯的協定》。
2020年11月10日，根據中央人民政府的指示，香港特區政府已分別向荷蘭駐香港總領事館及愛爾蘭駐香港總領事館發出通知，暫停履行《香港政府和荷蘭王國政府的移交逃犯協定》及《中華人民共和國香港特別行政區政府與荷蘭王國政府關於刑事事宜相互司法協助的協定》；以及《中華人民共和國香港特別行政區政府與愛爾蘭政府關於移交逃犯的協定》及《中華人民共和國香港特別行政區政府與愛爾蘭政府關於刑事事宜相互司法協助的協定》。
2020年11月30日，中華人民共和国外交部发言人華春瑩宣佈決定對在涉港問題上「表現惡劣」的4名美方人員，實施制裁，回應美國國務院和財政部早前宣布，制裁4名中华人民共和国中央人民政府和特區政府官員。4人分別是美國國家民主基金會亞洲事務高級主任約翰·卡努斯（John Kanus），美国国际事务民主协会亞洲項目負責人曼普里特·辛格·阿南德（Manpreet Singh Anand）、香港分部主任克里斯特爾·羅薩里奧（Crystal Rosario）、以及項目主任薛德敖（Kelvin Sit Tak-O）。
2020年12月10日，针对美国因香港國安法制裁中华人民共和国14名全国人大副委员长，中华人民共和国宣布对在涉港问题上「表现恶劣」、「负有主要责任」的美国行政部门官员、国会人员、非政府组织人员及其直系亲属实施对等制裁；同时，决定取消美国持外交护照人员临时访问香港、澳门免签待遇。
2021年1月21日，中华人民共和国外交部宣佈制裁28名美國人，當中包括特朗普時期官員，其中公開的10人是前國務卿邁克·蓬佩奧、前任總統經濟政策助理彼得·納瓦羅、前任總統國家安全事務助理羅伯特·C·奧布萊恩、前任助理國務卿史達偉、前任副國家安全顧問马修·波廷杰、前總統國家安全事務助理約翰·博爾頓、前總統顧問斯蒂芬·班農、前衛生部長亚历克斯·阿扎、前副國務卿基思·克拉奇、前常駐聯合國代表凱莉·克拉夫特。
2021年7月23日，中华人民共和国外交部發表聲明，針對美國政府7月16日發布有關香港的商業警示並制裁一些中國官員，中方決定採取對等反制。
聲明中說，“美方炮製所謂‘香港商業警告’，無端抹黑香港營商環境，非法制裁多名中國中央政府駐港機構官員，有關行徑嚴重違反國際法和國際關係基本準則，嚴重干涉中國內政，中方對此堅決反對，予以強烈譴責。”
聲明說，中國根據《反外國制裁法》，決定對前美國商務部長威爾伯·羅斯(Wilbur Ross)、美國國會下屬的美中經濟與安全審查委員會(USCC)主席卡羅琳·巴塞洛繆(Carolyn Bartholomew)、美國國會及行政當局中國委員會(CECC)前辦公室主任喬納森·斯迪沃斯(Jonathan Stivers)、美國國際事務民主協會(NDI)的金度允(DoYun Kim)、美國國際共和研究所(IRI)在港授權代表亞當·金(Adam King)、人權觀察中國部主任索菲·理查森(Sophie Richardson)及香港民主委員會(HKDC)等七名人員和一家實體實施制裁。
聲明還重申，香港事務純屬中國內政，“任何外部勢力企圖干涉香港事務，都是蚍蜉撼樹自不量力。”
2021年12月30日，中國外交部宣佈根據《反外國制裁法》，對美國5人宣佈制裁，5人是之前在7月23日被制裁前美國商務部長威爾伯·羅斯、美國國會下屬的美中經濟與安全審查委員會主席卡羅琳·巴塞洛繆、美國國會及行政當局中國委員會前辦公室主任喬納森·斯迪沃斯、美國國際事務民主協會的金度允、美國國際共和研究所在港授權代表亞當·金。
2023年1月13日，國務院港澳事務辦公室主任夏寶龍在“保證香港國安法準確實施”專題研討會上的致辭指出，當特區本地法律規定與國安法不一致時，應優先適用香港國安法，特區應主動修改、完善本地法律，使本地法律與香港國安法實現有機統一。而《香港國安法》執行機制屬「雙執行機制」。他又形容國安法“讓法治得到捍衛，正義得到伸張，香港市民的各項合法權利在更加安全的環境中得到更好保障”。他同時指《港區國安法》實施以來，僅有230多人因涉嫌危害國家安全被特別行政區警方拘捕，充分說明只對極少數人是「高懸利劍」，指對絕大多數市民是人權自由的「守護神」，那些所謂「隨意抓人回內地審判」、「以言入罪」、「大肆濫捕」等謠言在事實面前不攻自破。

### 香港特別行政區

#### 特区政府
2020年6月30日，香港特区行政长官林郑月娥表示支持《港区国安法》的通过，并就美國聯邦政府制裁香港特区政府的威脅做出回应，称“任何制裁行动都不会吓怕特区政府，特区政府早有心理准备，相信在需要时国家会有反制措施，特区政府一定会全面配合”。同日下午，林郑月娥在瑞士日內瓦的聯合國人權理事會會議上公開6分鐘影片發言，指稱立法僅針對極少數人，法例並且不溯及既往，司法審訊仍以無罪推定為原則；法規生效後，香港人的言論、集會、結社自由仍受到保障，香港的司法獨立也不會受到影響。
2020年7月1日，林郑月娥在香港会议展览中心外的金紫荆广场举行的“香港特别行政区成立23周年酒会”上表示，“国安法是香港走出困局的转机，会尽责实施国安法整体责任，会尽快与国安公署合作，建立完善国家安全的机制”。并称“国歌法及国安法完善一国两制，令一国两制重回正轨”。保安局長李家超聯同六個紀律部隊首長，包括警務處長鄧炳強、海關長鄧以海、懲教署長胡英明、消防處長梁偉雄、入境事務處長區嘉宏及政府飛行服務隊總監胡偉雄表示，歡迎全國人民代表大會常務委員會通過《港區國安法》，並表示全力支持有關法律在香港有效實施。律政司長鄭若驊亦發聲明，歡迎《港區國安法》獲得通過，同时表示會繼續領導律政司全力支持和履行維護國家安全的職責。
2020年7月7日，林鄭月娥在出席行政會議前見記者時稱，《港區國安法》對香港的繁榮穩定有積極和正面作用，指近日市場反應亦朝着這方向，更稱條文不嚴苛相當溫和，可保障絕大多數香港市民合法享有的自由及權益，稱過去一星期看不到有大量恐懼。反指《港區國安法》非常嚴苛，削弱、漠視人權自由的說法是謬誤，認為有人製造白色恐怖。同時對海外傳媒形容《港區國安法》立法是「香港末日」、「香港的前途已經失去」的說法是難以立足。林鄭引述有人稱「一國兩制」受損、宣布「一國兩制」已死，她表示但制訂《港區國安法》目的是令「一國兩制」行穩致遠，認為立法破壞「一國兩制」似乎別有用心。
2022年3月31日，林鄭月娥被記者多次問及兩位英國最高法院院長辭任香港終審法院非常任法官事件。她指其中一名辭任的法官賀知義，是在《國安法》生效後半年才首次接受任命，又指國安法實行下來「卓有成效」，「否則大家都無好日子過」。
2022年9月17日，保安局局長鄧炳強在有線新聞節目《有理有得傾》表示，指出市民仍享有言論、集會和新聞自由，歡迎他們就批評向提出政府意見，不過同時指出如果是煽動大眾不信任和對抗政府，認為任何文明社會均不能接受。鄧又指出雖然社會整體平靜，但仍要居安思危，包括外部勢力和其本港代理人藉透過文化和思想滲透的「軟對抗」來荼毒市民不信任和不喜歡政府和國家，更指過往或日後法庭的審訊，要找到相關證據並不困難。鄧炳強亦提到人民力量前副主席譚得志案件，判辭提及煽動罪是確保國家安全的必要工具，若透過謠言或宣傳語句，目的是令人不信任和憎恨政府，造成社會不穩和對國安構成危險，甚至危害政權即屬違法。他反指社會有不少人“刻意模糊法例以享有漁人之利”，以煽動仇恨而不想負上刑事責任的想法，而指出法例不清晰。

#### 司法機構
2020年6月23日，香港終審法院前首席法官李國能發表聲明，回應全國人大常委會法制工作委員會（法工委）就國安法的說明文件。李國能認為，文件提及由行政長官指定法官審理國安法，做法損害司法獨立。他提到，文件提到中央機構對危害國家安全犯罪案件行使管轄權，破壞《基本法》下香港法院獲授權行使的獨立司法權力。
2020年7月2日，香港終審法院首席法官馬道立發聲明，表示指定法官須為包括外籍法官在內的現任法官，任命不考慮政治因素。聲明指，指定法官必須符合《基本法》，故需要是來自司法機構的現任法官；指定法官任命的唯一準則是司法及專業才能，不應考慮政治等任何其他因素；根據《基本法》獲任命的外籍法官對香港貢獻良多，不會排除在指定法官之外；在司法機構工作而未獲指定的法官，不意味不適合獲指定，指定時必須考慮所有法律上的反對原因；案件的排期、處理及法官委派屬司法機構職責範圍，由相關級別法院領導決定。聲明強調，香港社會的基石包括司法機構獨立性及法治，受《基本法》保障，香港司法機構有使命及憲制責任保持和維護。
2020年8月21日，香港最高法院法官周家明和李運騰裁定《港區國安法》沒有違反《基本法》。

#### 建制派

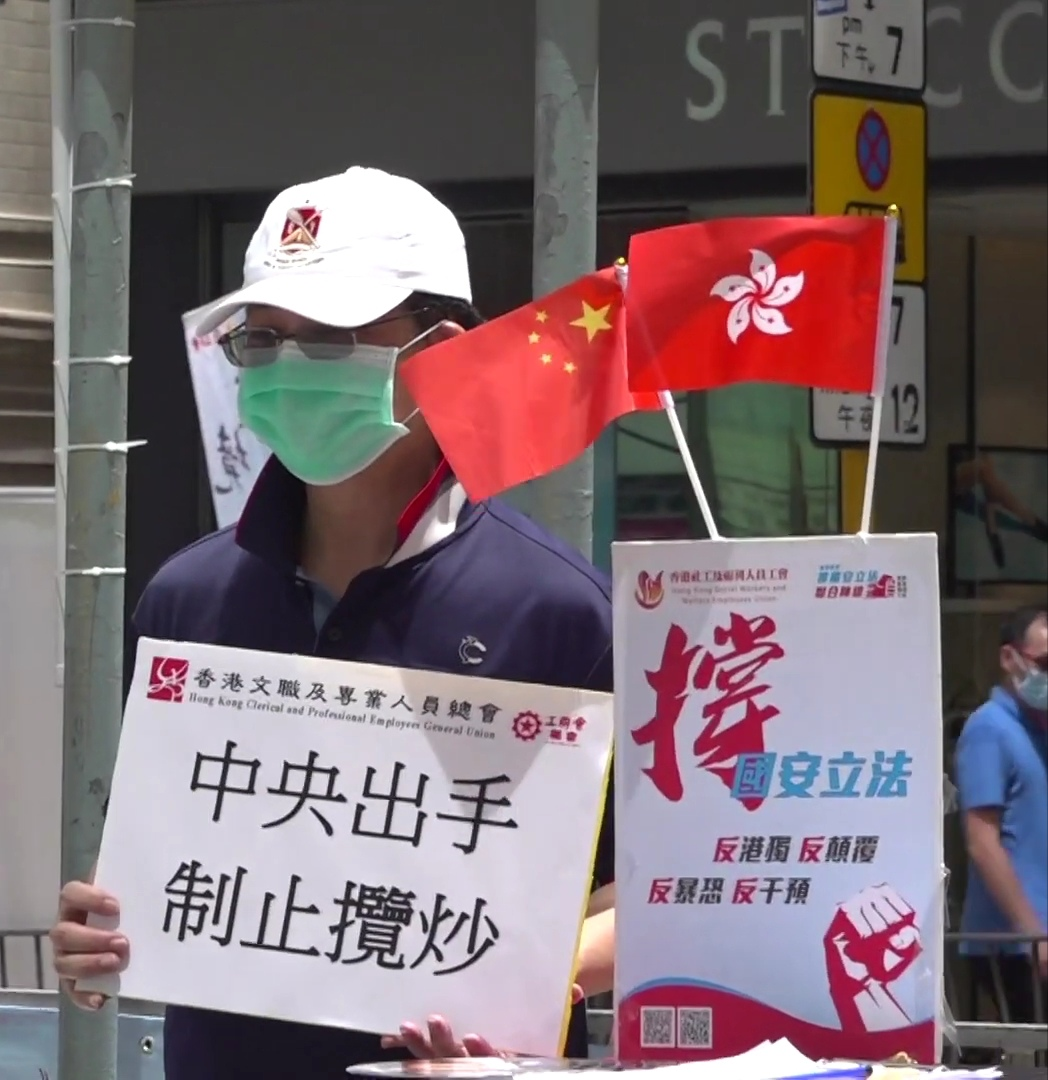
2020年7月1日，一名市民在香港街头举着支持《国安法》的标语

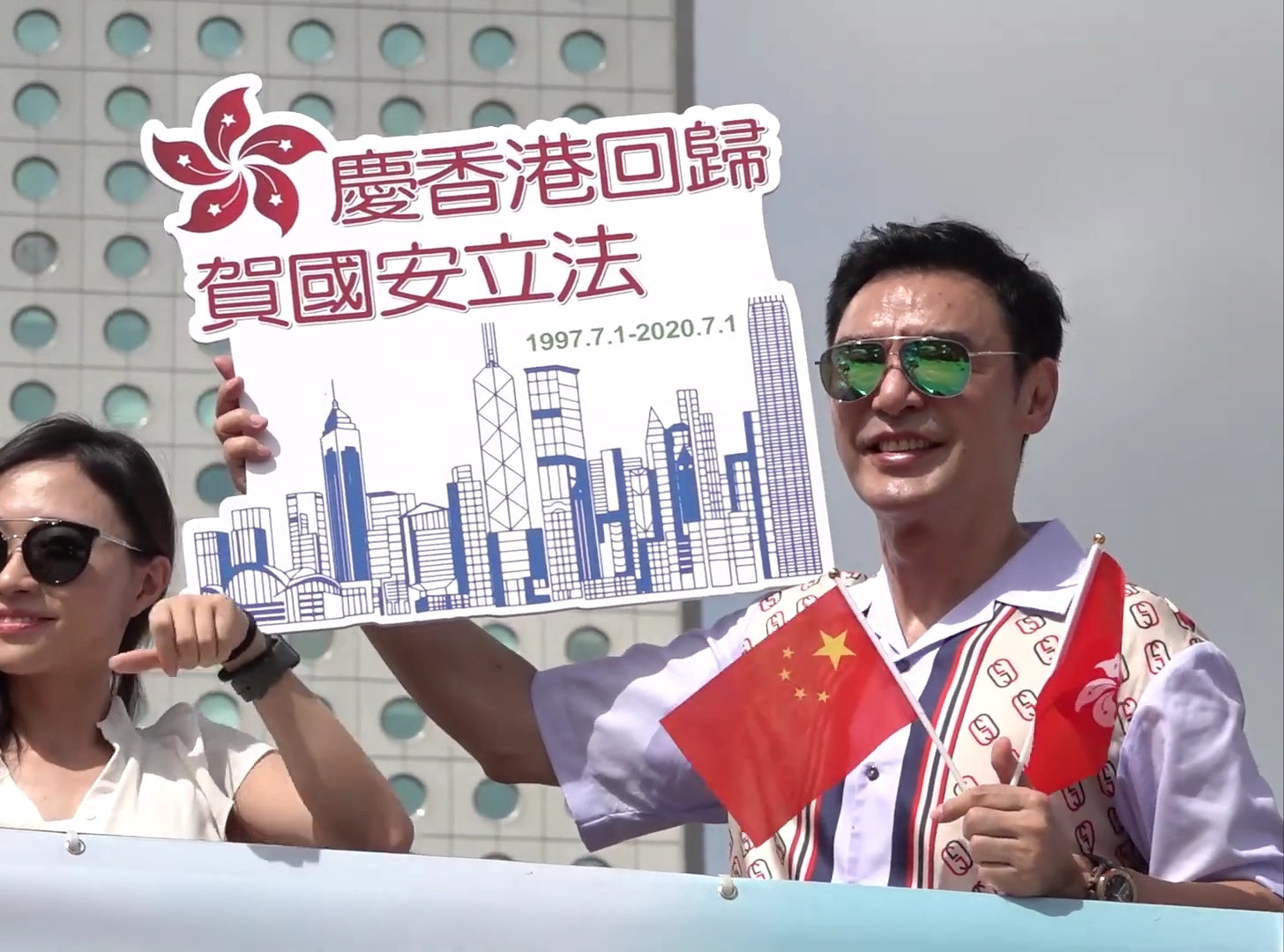
一名香港市民举着写有“贺国安立法”的标示（中國新聞網視頻，持牌的是藝人鍾鎮濤）

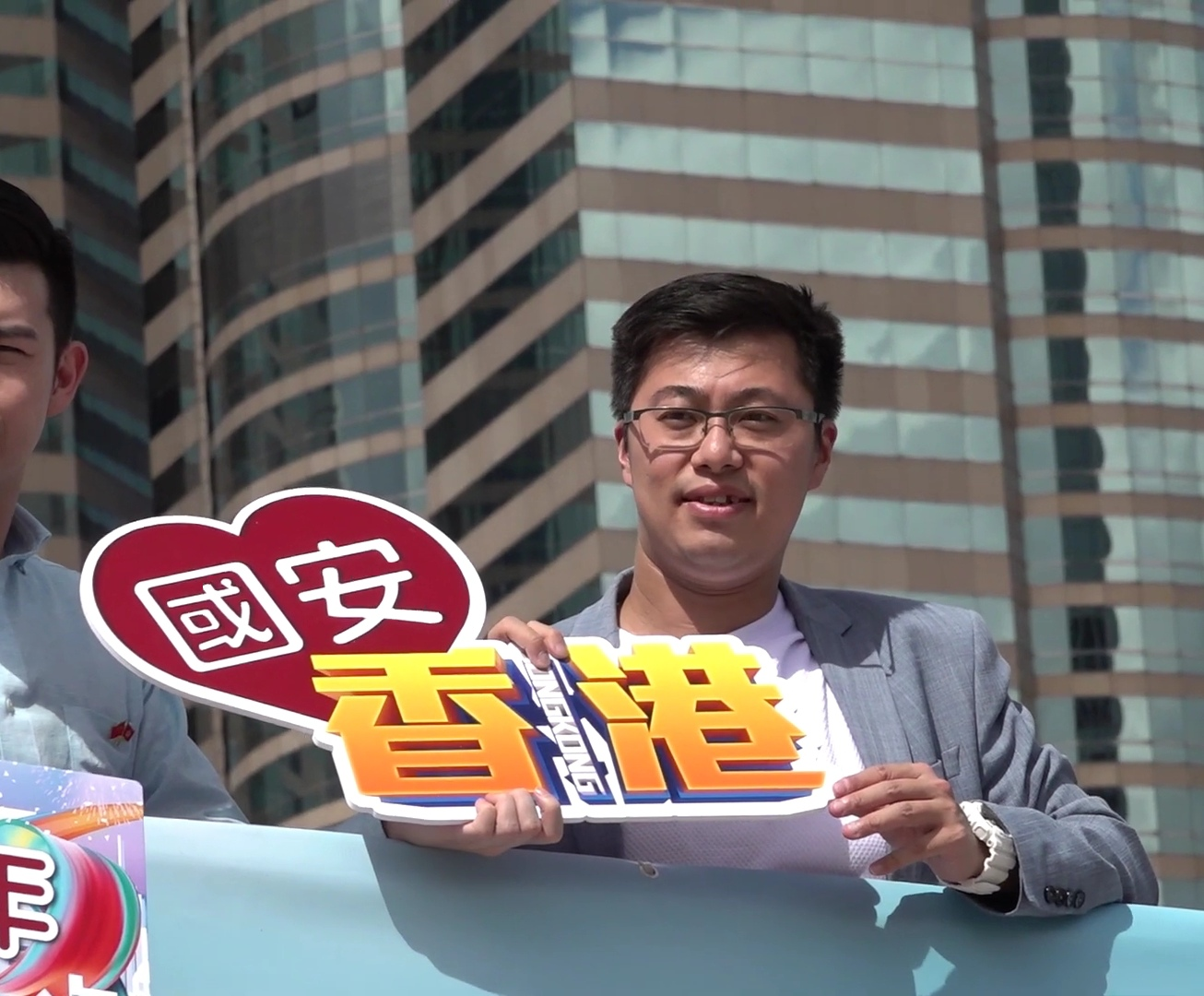
時任觀塘區議員颜汶羽举着写有“国安香港”的标示

香港工会联合会发表声明表示，拥护支持全国人大常委会通过《港区国安法》。全国人大代表、香港工會聯合會会长吴秋北表示香港国安法得到了大多数民众的支持，拥有充分的民意基础。全国政协副主席、香港前行政长官梁振英表示“香港维护国家安全法令香港社会重回正轨，会给香港社会带来稳定的局面”。
2020年6月30日，香港建制派议员发表联合声明，全力支持全国人大常委会通过《中华人民共和国香港特别行政区维护国家安全法》，并称赞该项立法是香港前途的“定海神针”。在声明中，建制派立法会议员主张“制定和落实香港国安法能够止暴制乱，让香港社会恢复平静，避免青年人成为政治牺牲品，从根本上消除动乱的祸源”。
2020年6月30日下午，香港岛各界联合会举办了名为“港岛各界庆祝香港回归、贺国安立法”系列庆祝活动，在场民众挥舞五星红旗和香港区旗，高唱《义勇军进行曲》与《我和我的祖国》等歌曲，庆祝香港回归及国安法通过。
2020年6月30日，立法会主席梁君彦表示，中央此次在国家层面立法，体现了国家安全属于“一国两制”下的中央事权。中央制定香港特别行政区维护国家安全法，是坚持“一国两制”，贯彻高度自治，保障香港长远的稳定繁荣，依法保护绝大多数奉公守法的市民一直所享有的权利和自由，同时也令经济得以蓬勃发展，市民安居乐业。希望国际社会能够多理解条文的内容，从而明白这项立法工作有助确保香港社会稳定，以及进一步巩固香港作为国际金融中心的地位。中央在立法前已经听取香港各界不同意见，期望特区政府尽快到立法会向议员详细解释执行法律的细节，并多向公众解说及宣传。
2020年7月1日，全國政協副主席、首任香港特区行政长官董建華表示，相信有關法例可以為香港社會的長治久安打開全新的穩定局面，讓民心安穩、經濟復甦。
全国政协委员、中国和平统一促进会香港总会会长姚志胜表示，香港统促总会全力支持并坚决拥护全国人大常委会全票通过香港国安法并在港实施。姚志胜会长说，香港国安法维护国家主权安全，实现止暴制乱，保障香港有一个和平稳定环境。香港国安法在香港回归祖国23周年纪念日前完成审议并公布实施，对於确保“一国两制”行稳致远有深远意义，极大地提振了全港市民对“一国两制”前景的信心。

#### 泛民主派

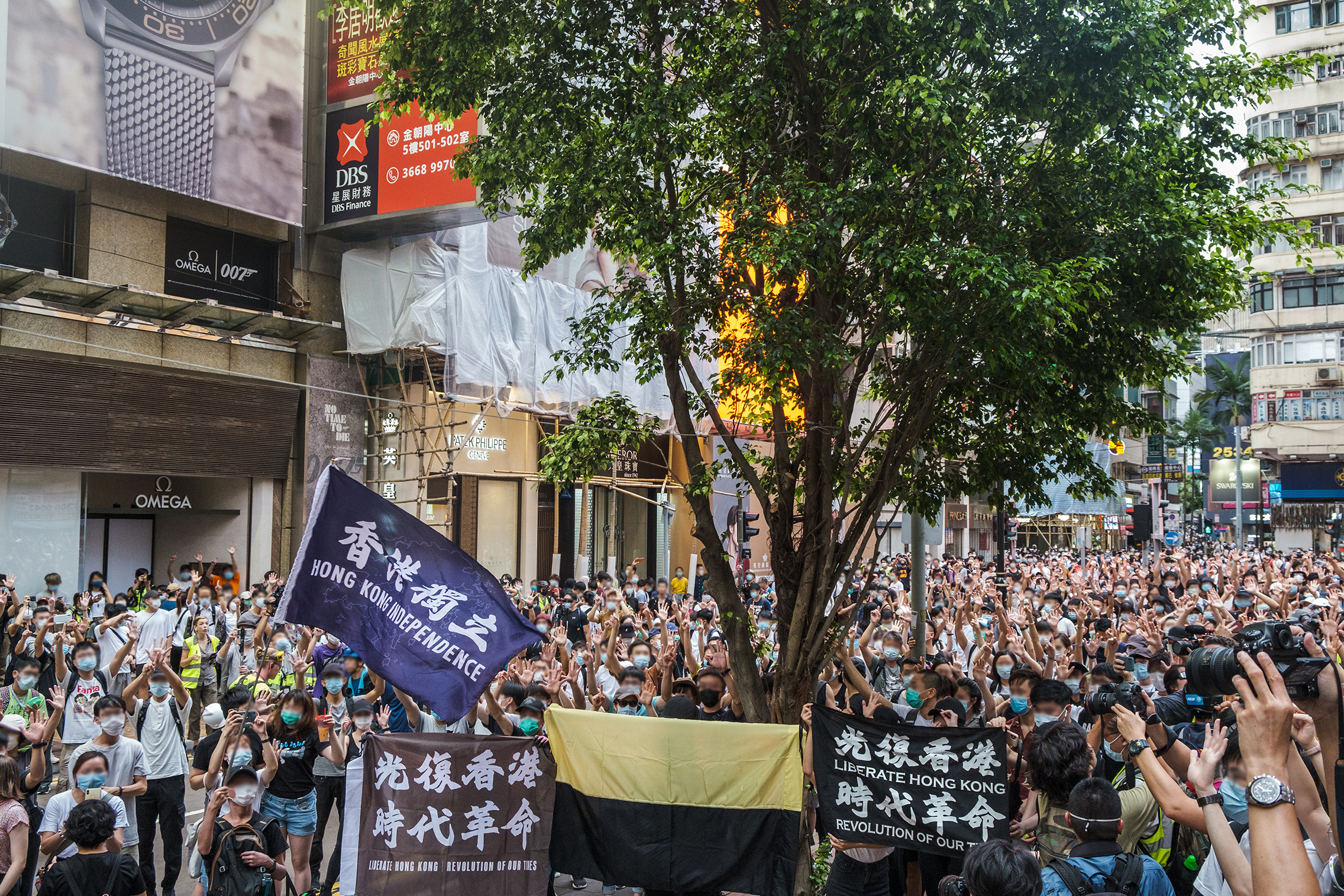
七一遊行，銅鑼灣羅素街有不少市民高舉「五一」手勢和展示旗幟

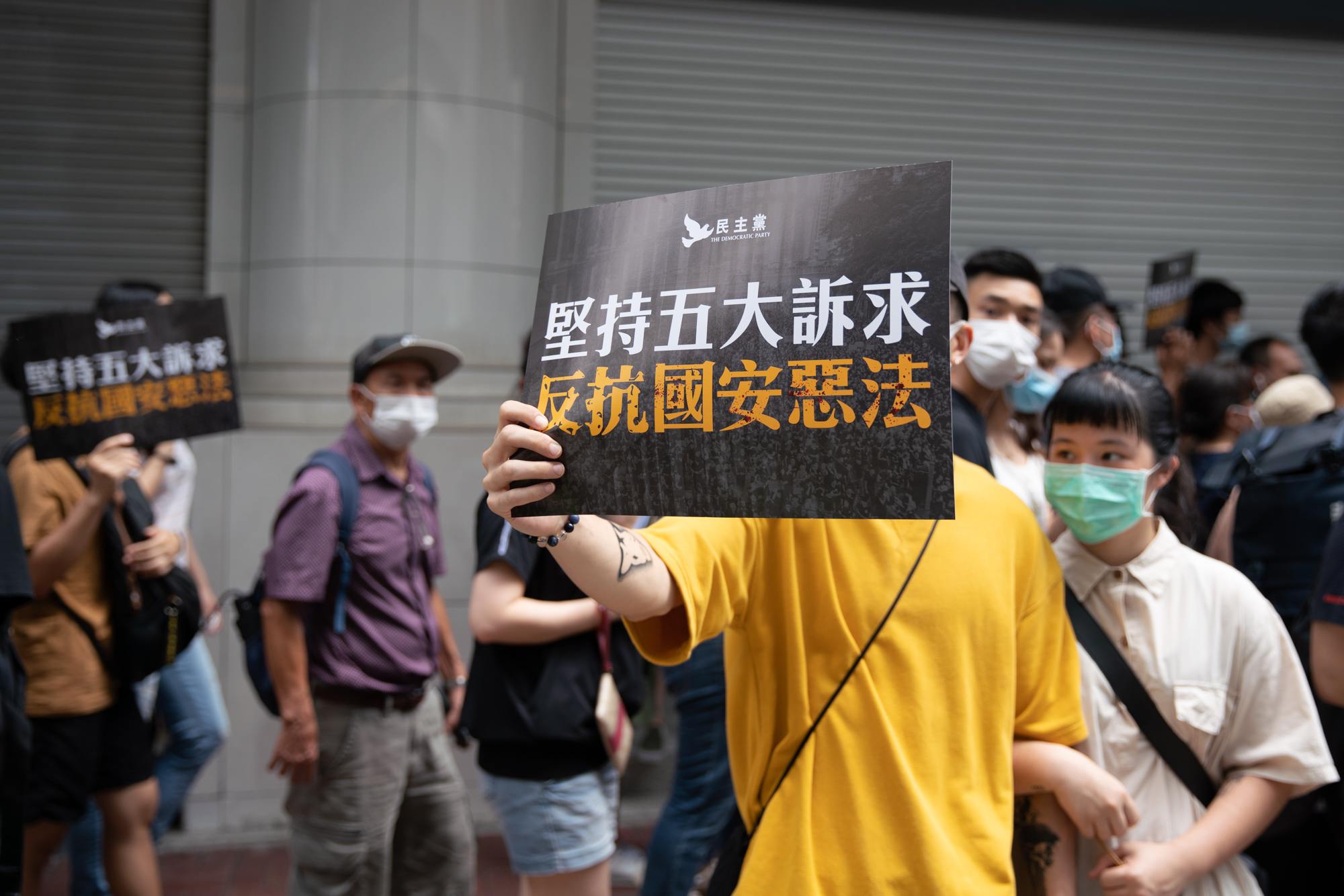
七一遊行，有示威者舉「反抗國安惡法」的標示

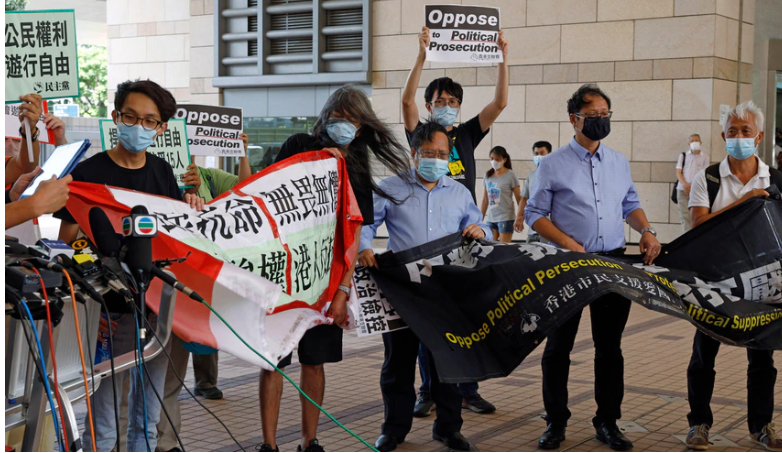
2020年7月30日，梁國雄等民主派人士於香港區域法院外手持橫幅抗議政治迫害

民主派会议召集人，公民黨立法会议员陈淑庄形容《国安法》是一国两制的“死亡证”，象征香港已走入“一国一制”。她同时指出香港特区政府事先未有咨询市民，也都没有向立法会交代相关细节。而立法会其他民主派议员也去信立法会主席梁君彦，要求行政长官林郑月娥向公众及国际社会交代细节。
法例通過當天的6月30日，部分香港本土派组织相继宣布解散或停止在港活动。香港眾志、民間外交網絡宣佈解散，維協宣布暫停運作，學生動源和香港民族陣線宣布解散香港本部。香港中文大學政治與行政學系高級講師蔡子強表示，表面這類組織會越來越少，但他相信這些組織會轉向地下活動，以避開國安法。而由包括香港大學學生會、香港中文大學學生會、香港理工大學學生會、香港演藝學院學生會、香港浸會大學學生會、香港恒生大學學生會、香港城市大學學生會、香港教育大學學生會、香港科技大學學生會、嶺南大學學生會、香港樹仁大學學生會和香港公開大學學生會等12個大專學生會組成的香港大專學界國際事務代表團也宣佈於6月30日解散。
民间人权阵线也宣布，原定于2020年7月1日举办的2020年香港七一游行，因警方发出反对通知书及禁止集会通告书而无法举办。但2020年7月1日当天仍有大量市民不滿國安法立法上街示威，警方也因此首次举起“紫旗”，指游行涉嫌违反国安法。

#### 法律界
2020年7月1日，大律師公會發聲明，批評法例損害《香港基本法》及《中英聯合聲明》保證的高度自治，破壞一國兩制核心中的司法獨立，及削弱人權與自由保障等香港核心價值。聲明指，法例通過前，市民未能看到條文，而法例通過後，亦無提供英文版，不符香港的雙語法律制度；法例4宗罪準則不明確，可能會不成比例地干擾基本權利，影響思想自由及表達自由；行政長官指定法官的安排削弱司法獨立，令人不滿，而律政司有權指示不設陪審團的安排亦受關注；法例可能令疑犯送至中國大陸受審，失去移交審訊程序及現行法例的保障，關注能否充分保障公平審訊權利；法例多項條文似乎與《基本法》不符，政府應盡快交代明顯不一致之處，並促請行政長官重申香港核心價值，承諾執法將完全符合《基本法》及《香港人權法》。
由大律師、律師和法律學生組成的法律團體法政匯思召集人李安然表示，港區國安法法律條文界線寬泛模糊，市民不容易知悉自己何時會觸犯法律。
香港律師會會長彭韻僖表示，很高興中央聽取及採納律師會不少意見，包括普通法原則下，法例不具追溯力，審訊原則上對外公開及設有陪審團；法例涉及香港及全中华人民共和国共同利益及安全，列明應當尊重及維護人權，並保障基本法及國際人權公約賦予港人的權利及自由；法例絕大多數部分交由香港政府部門執行，香港政府部門檢控，香港法院審判，體現對香港法律制度的信心及尊重。
香港大學法律學院首席講師張達明表示，法例文本「沒有最壞，只有更壞」，較預想最差情況更糟糕。張達明指，法例充斥社會主義法制特色，極度不同於香港普通法精神及法律語言；法例將中华人民共和国特色法治概念套用至香港，如強調國家機構人員須守法及保障人權，卻不受香港管轄及獨立法院有效監察，與公權者受獨立法院監管的香港法治精神背道而馳；不論是否使用武力均可入罪的做法有違國際人權標準，「其他非法手段」的範圍就過於廣闊；條文的「域外管轄權」延伸範圍大，非香港永久居民在香港以外的行為亦可能違法；對法官批出保釋時的限制偏離現行制度，行政長官委任法官制度會考慮政治忠誠度，偏離法治精神。
港大法律學院公法講座教授陳文敏表示，法例定義模糊，給執法者濫權空間，不應以保護國家安全為名，合理化威權統治。陳文敏指，法例多項條文定義含糊，可能牴觸《公民權利和政治權利國際公約》；對法官批出保釋時的限制傾向有罪推定，不應用還押作為懲罰；法例的「國家機密」、「國家安全」、「勾結外國勢力」等字眼缺乏清晰定義，分裂國家的行為亦未明確訂明，不懂唱歌、舉旗或叫口號如何構成分裂國家；國家安全的最佳保障是政府受人民信任及尊重，威嚇及鎮壓只會適得其反。
港大法律學院陳氏基金憲法學教授陳弘毅在接受香港電台訪問時稱《港區國安法》的條文可以理解為中央政府對一國兩制的繼續實施提出新的「社會契約」，只要市民日後的言行不再跨越《港區國安法》條文設定的底線，便無須動用法例進行檢控和判刑，一國兩制可以重新上路。翌日，曾為陳弘毅老師的紐約大學法學院資深教授、中国大陆法律體制專家孔傑榮，對陳弘毅將《港區國安法》解讀為「社會契約」予以駁斥，孔傑榮稱每個法律系教授都應知道契約要由雙方自願簽訂，縱使《基本法》起草過程中，各持份者談判的條件並不平等，但仍然經過漫長及多方參與。相比之下，《港區國安法》是秘密起草，條文極為含糊，不可能是契約，所以《港區國安法》是「無商量餘地的政治、社會勒令」（non-negotiable political and social diktat），這無異於告訴香港人，只要跟從中央意思便安然無恙，甚至得到快樂。孔傑榮認為香港人最終會失去自由，再無發聲權利。
香港大學法律學院院長傅華伶接受《明報》專訪時表示，法例令中國大陸與香港雙輸，中华人民共和国遭受國際制裁，香港人擔憂一國兩制是否無法繼續；法例第55條列明中央管轄權，可將被告「送中」，這權力一但使用，兩制即告終結；法例事先未有公眾諮詢，缺乏互信，將來無法順利實施，希望盡量使用其他法例的其他控罪；下架書籍、禁止口號等做法涉及多數人，有違針對少數人的原意。傅華伶相信，法例總則列明的國際公約及無追溯力等並非空話，不過當局需要說服港人，香港執法不會出現類似中國大陸的劉曉波、王全璋等以言入罪個案，釋除港人疑慮。
山西省政協委員、中国法学会理事、香港大律师马恩国認為，一段时间以来，香港反对派与境外反中乱港势力勾结，甚至乞求外国政府制裁香港。法律草案指出针对“勾结外国或者境外势力危害国家安全”的犯罪行为，这将进一步有力打击、惩治香港反对派勾结境外势力危害香港繁荣稳定及国家安全的恶行。

#### 工商界
香港中华总商会发表声明称，香港国安法进一步完善“一国两制”制度体系，有利于香港的长期繁荣稳定。会长蔡冠深说，香港国安法有助于稳定香港当前局面，保障香港的营商环境，增强本地和海外投资者信心。
香港中华厂商联合会表示，香港国安法不仅能有效维护国家的安全和主权，还有助于加强香港市民国家安全意识，对维持香港繁荣安定将起到重要作用。会长吴宏斌说，香港国安法可以使香港社会恢复和平有序，有助于加强投资者在香港营商的信心。他深信，香港国安法实施后，香港依旧是自由开放、法治和包容的国际城市。
香港工业总会、香港中华出入口商会表示，香港国安法有助于香港建立稳定的营商环境，投资者会更有信心，对于香港经济复苏和长远发展大有裨益，是商界和市民的共同愿望和利益所在。
香港地产建设商会表示，相信香港国安法有利于香港维护国家安全，确保“一国两制”行稳致远，巩固香港国际金融中心地位并恢复投资者信心，保障市民安居乐业，是香港长期繁荣稳定的重要基石。
全港各区工商联会会长卢锦钦表示，香港国安法全票通过所产生的强大震慑力已有目共睹，对乱港分子而言，国安法是“天罗地网”；对普通市民来说，国安法是安全屏障。他相信在国安法的保障下，香港社会将尽快恢复法治和稳定，确保“一国两制”行稳致远。
香港台湾工商联合总会会长邱伟铭表示，香港特别行政区维护国家安全法是香港前途的“定海神针”，在香港回归祖国23周年的时候公布实施，意义深远。港澳台湾同乡会会长张佐民表示，相信香港维护国家安全法公布实施后，香港会恢复社会安宁、百业兴旺，希望香港重新再出发，保持繁荣昌盛安定稳定。国际华商协进会会长罗台秦表示，民主、自由、法治三要素缺一不可，在追求民主、自由时也要讲法治，世界上许多国家都有根据需要制定国家安全法，相信香港特别行政区维护国家安全法公布实施后，会促进香港尽快恢复法治秩序和社会安宁，这对香港是好事。
香港美国商会2020年7月2日表示，仍将香港视为国际业务的基地，并希望《港區国安法》不会对香港的利益和活力造成影响。香港美國商會在2020年7月13日發表在6日至9日對企業會員進行的調查報告，顯示有超過一半受訪企業對《港區國安法》表示「極度擔憂」，當中有65%擔憂該法「其適用範圍及執法解釋模糊」，有61%擔憂香港司法體系的獨立性，有49%稱《港區國安法》對業務帶來負面影響，有超過一半受訪者擔憂香港的高度自治遭到侵蝕，還有過半受訪者稱在香港居住及工作變得不安全，考慮其個人離開香港，而中長期有三分之一的美國企業將考慮把資產及業務遷出香港，更有5%的企業考慮短期內遷離香港。
新加坡香港商会会长陈文平表示，在香港国安法审议和通过过程中，反中乱港势力就已开始寻找退路，这显示了这部法律的震慑作用。从长远来看，香港国安法有利于香港的稳定和繁荣。
日本貿易振興機構在2020年7月16日發表對香港商務前景的調查報告，結果顯示有超過81.4%在香港有商務活動的日本企業對《港區國安法》的實施感到憂慮。這個調查於2020年7月2日至8日期間進行，共有304家駐港日本企業回覆，其中最擔憂的是《國安法》對獲取外部信息的管制，有14.5%的日本企業表示今後會縮減在港業務的規模、降低駐港機構的地位，以至取消在香港的業務。

#### 教育界
香港教育工作者联会表示，全力支持全国人大常委会通过香港国安法，相信这一法律能堵塞香港国家安全漏洞，有效止暴制乱，尽快恢复香港社会秩序，确保繁荣稳定。
香港大專聯校學生會舉行反國安法論壇，探討反送中運動一周年對香港未來的啟示，並表明即使有國安法，都會繼續悼念六四事件。
香港内地学生联合总会2020年7月1日表示坚定支持和拥护，相信香港国安法能够防范和制止危害国家安全、鼓吹“港独”、颠覆和分裂国家等非法活动，让香港社会恢复安宁及秩序，维护和保障香港市民的合法权益。
港区全国人大代表、香港公开大学校长黄玉山认为，香港国安法的通过对于香港未来的发展非常重要，能够让“一国两制”更加丰富和完满。他希望通过香港国安法，让香港同胞，特别是青年对“一国”有更深刻的认识，能够肩负起维护国家安全的责任。
香港城市大學校董會主席黃嘉純、香港浸會大學校董會主席陳鎮仁、嶺南大學校董會主席姚祖輝、香港中文大學校董會主席梁乃鵬、香港教育大學校董會主席馬時亨、香港理工大學校董會主席林大輝、香港科技大學校董會主席廖長城、香港大學校務委員會主席李國章八大資助大學校董會主席2020年7月1日發表聯合聲明，支持港區國安法的頒布與實施，並呼籲大學持份者繼續緊守崗位，在學術自由、文化多元、廣闊國際視野這些傳統優勢下，為香港及下一代作出貢獻。
新界校长会表示，香港国安法是香港稳定和安全的“定海神针”，符合渴望和平、追求发展的香港人期望。本着“一国两制”原则，立法制乱，把香港拉回正轨。
香港澳洲國際學校校長亨普希爾（Mark Hemphill）在2020年8月決定在2020年年底離任。澳洲媒體訪問負責聘請亨普希爾來港執教的澳洲教育家麥基因（Bill McKeith），麥基因稱《港區國安法》可能影響學校未來發展，他說：「香港現狀已被顛倒，這是對老師及管理層而言一項艱難的挑戰。」在國際學校任教的教師表示，即使香港發生示威活動及肺炎疫情，外籍教師都不打算離開，因為香港原本是一個相對穩定的地方，但在「新限制」下越來越多外籍老師感到困擾，學校管理層害怕得罪香港和北京政府，並預料國際學校的課程也會受到攻擊。

#### 資訊科技界
香港資訊科技商會榮譽會長方保僑表示，由於《港區國安法》的細則列明在合理懷疑下，毋須經過法庭已可要求發布人或服務商移除信息、限制或停止連接信息平台，擔心有部分數據中心會因此撤出香港。
香港互聯網服務供應商協會主席葉旭輝表示《港區國安法》第43條的細則「內容空泛」，細則指「保安局長可授權警方，規定發布危害國安信息或內容者，及相關網絡服務商移除相關內容，否則警方可向裁判官申請手令檢取電子器材，移除該信息；亦可在指定情况向裁判官申請手令，授權警方要求有關服務商提供身分紀錄或解密協助。」葉旭輝稱這樣等同讓警方「有張刀指揮服務供應商做事」。大律師黃宇逸表示，只要「合理理由懷疑」及「相當可能導致」的執法門檻極低，又毋須法庭把關，對言論自由很大侵害，造成「寒蟬效應」。
立法會資訊科技界議員莫乃光在2020年7月20日表示，實施《港區國安法》及美國取消《美國－香港政策法》對香港的優惠待遇，使香港科技業界面對首當其衝的打擊。莫指出《港區國安法》使政府可指令電訊服務供應商及網絡平台移除當局認為有害國家安全的信息，而且警方可自我批准警員進入電子設備搜證，不但令在香港提供服務的Facebook、Twitter、Google、LinkedIn均宣布暫停批准香港政府機關索取用戶資料的要求，並有外資科技企業考慮撤出香港業務。莫乃光認為香港在亞洲及中华人民共和国區內最大的優勢是資訊自由流通，從而帶動資金、人才及生意到香港，並促進與外國合作的研發項目進度，可是實施《港區國安法》所產生的最大憂慮是「網絡自由」，莫乃光更直言：「香港與『防火長城』的距離越來越接近」。

#### 新聞界
2020年6月30日，時事評論員劉銳紹表示法律未有諮詢、事前未有公開法律內容，情況罕見，近年只有針對海峽兩岸關係的2005年《反分裂國家法》亦在通過法律後才公布全文內容。
2020年7月1日，香港記者協會發聲明，對法例條文嚴苛，涵蓋範圍廣泛表示極度遺憾。聲明指，法例削弱言論及新聞自由等人權保障，傳媒報道不能以重大公眾利益作抗辯理由，新聞媒體工作會進一步受限，記者、新聞機構及新聞材料亦可能不再受現行法例保障，而審訊禁止旁聽就有損公眾知情權。聲明期望，法例實施後，不會威脅外國媒體及記協的正常活動。
2020年7月2日，香港外國記者會（FCC）發表致行政長官公開信，指此前去信行政長官，表達對法例影響《基本法》第27條中新聞自由的具體關注，但香港行政長官辦公室回信未有明確回答；法例第54條要求加強規管外媒，故要求政府提供下列保證：採訪報道不受阻礙，選材無敏感禁忌，記者批評政府、社交媒體帖文、中港以外活動、加入組織、參加活動受到保障，簽證不用作限制手段，法例不溯及既往，記者無義務交出報道材料或受訪人資料。
2020年7月17日，香港大學新聞和媒體研究中心總監瑞凱德發電郵給師生，表示法例通過後，新聞自由及學術自由受到重大挑戰，法例飄忽不定的「紅線」令新聞工作者趨向防禦及自我審查；但港大不會教學生退縮，中心不會因法例改變，而是會恪守使命，培育報道事實、不畏强權的下一代記者；恐懼下的自我審查是新聞自由最大危機，香港行家需要學習在極權國家採訪方式，在無形限制下尋求生存空間；記者不應自設「紅線」，自我審查，應以充足的新聞故事突破界限。
2021年5月3日，香港記者協會在世界新聞自由日公佈最新的「新聞自由指數」，新聞從業員評分創下8年來新低。99%受訪新聞從業員同意打壓主要來自《港區國安法》實施後，政府持續打壓新聞自由，形容香港新聞自由在一年內急劇惡化。

#### 宗教界
本身是港區政協委員的香港佛教联合会会长释宽运表示，2019年以来，香港受到暴力及疫情影响，市民大众受尽身心困扰。他说：“国家安，则身心安。没有安定的社会秩序，市民衣食难保，居不能定，行不能安。”他认为，社会安宁是一切事业的基础，制定实施香港国安法是为维护“一国两制”，保障香港繁荣安定，只要万众同心，香港明天定必更好。
香港道教联合会发声明称，喜迎香港回归祖国23周年，支持国家和特区政府依法执行香港国安法，恢复香港社会正常秩序，保持繁荣安定，让市民安居乐业。
香港中华回教博爱社、香港中国回教协会、香港回教妇女会、香港伊斯兰联会及香港回教信托基金会发表联合声明表示，相信香港国安法的实施，将有效维护国家的统一、主权和安全，守护“一国两制”，也有利于恢复香港社会的稳定，保障市民的宗教信仰自由等各项权利，使香港得到更好的发展。声明称，香港穆斯林将团结一心，坚决拥护支持香港国安法，为国家和香港的发展继续发挥积极作用。
香港浸信會聯會會長羅慶才牧師曾發表文章，指國安法影響已經在香港浮現，香港成為「一國一制」已無懸念。羅認為國安法根本改變一國兩制，由北京「實質地操控」香港，直指「此『法』不可立」，立法只給予掌權者更無約制的權力，對香港市民沒有保障兼毫無好處。羅又批評「港版國安法」摧毀香港行之有效的司法制度，剝奪港人言論自由，並主動提到聯會屬下培正中學一名副校長，因聯署反對國安法被教育局追究，「法雖未立，我們的自由就已經受限」。國安法通過後，羅將文章下架，原因是為免浸聯會受到連累。

#### 民意调查
2020年6月1日，据《明报》报道，其已委托香港中文大学傳播與民意調查中心进行民意调查。结果显示，64%受访者反对中央绕过立法会立法，24.3%表示支持。调查亦显示，52.3%受访者同意港府有责任防范、制止和惩治危害国安的行为和活动，20.2%表示不同意。
据路透社报道，香港民意研究所在该项法律实施前，于2020年6月15日至18日进行了一次民意调查。结果显示，一半以上的香港人反对这项法律，其中49%表示强烈反对，7%表示略微反对；约三分之一的香港人表示支持这项法律，其中27%的人表示强烈支持，7%的人表示略微支持。
2020年7月2-5日，香港研究協會以電話訪問1097名成年市民。66%的受訪者支持全國人大常委制訂《港區國安法》，並將之納入《基本法》附件三在港實施，不支持者則佔31%；調查又顯示，47%的受訪者認為《港區國安法》對香港前景造成正面影響、32%的為受訪者沒有影響，而17%人認為有負面影響。
2021年4月，紫荊研究院公布民調報告，指八成半受訪市民認同香港有維護國家安全的憲制責任，實施《港區國安法》也未有影響日常生活。調查在4月8日至13日期間，以音頻電話隨機抽樣形式進行，在1,528名受訪市民中，85.7%受訪者認同香港有維護國家安全的憲制責任，較去年5月國安法實施前所做同類調查相比，大幅攀升超過兩成。另外，84.2%受訪者認為《港區國安法》實施至今，日常生活未受到影響，認為有影響的不足一成，佔7.8%；78.6%受訪市民認為《港區國安法》實施後，香港社會變得更加安定，只有13.6%受訪者認為更加不安定；73.3%受訪市民對《港區國安法》實施成效感到滿意。

### 澳門特別行政區
2020年6月30日傍晚，澳門特別行政區政府发表声明称，坚决支持和拥护中央为维护国家安全和香港社会稳定，所作出的这一重要举措。
2020年6月30日，全国政协副主席、澳门特别行政区首任行政长官何厚铧表示，全国人大常委会表决通过香港国安法，这是“一国两制”事业发展具有里程碑意义的事件，是推动香港走出乱局困境、实现长治久安的根本之策。

### 中華民國（台灣）

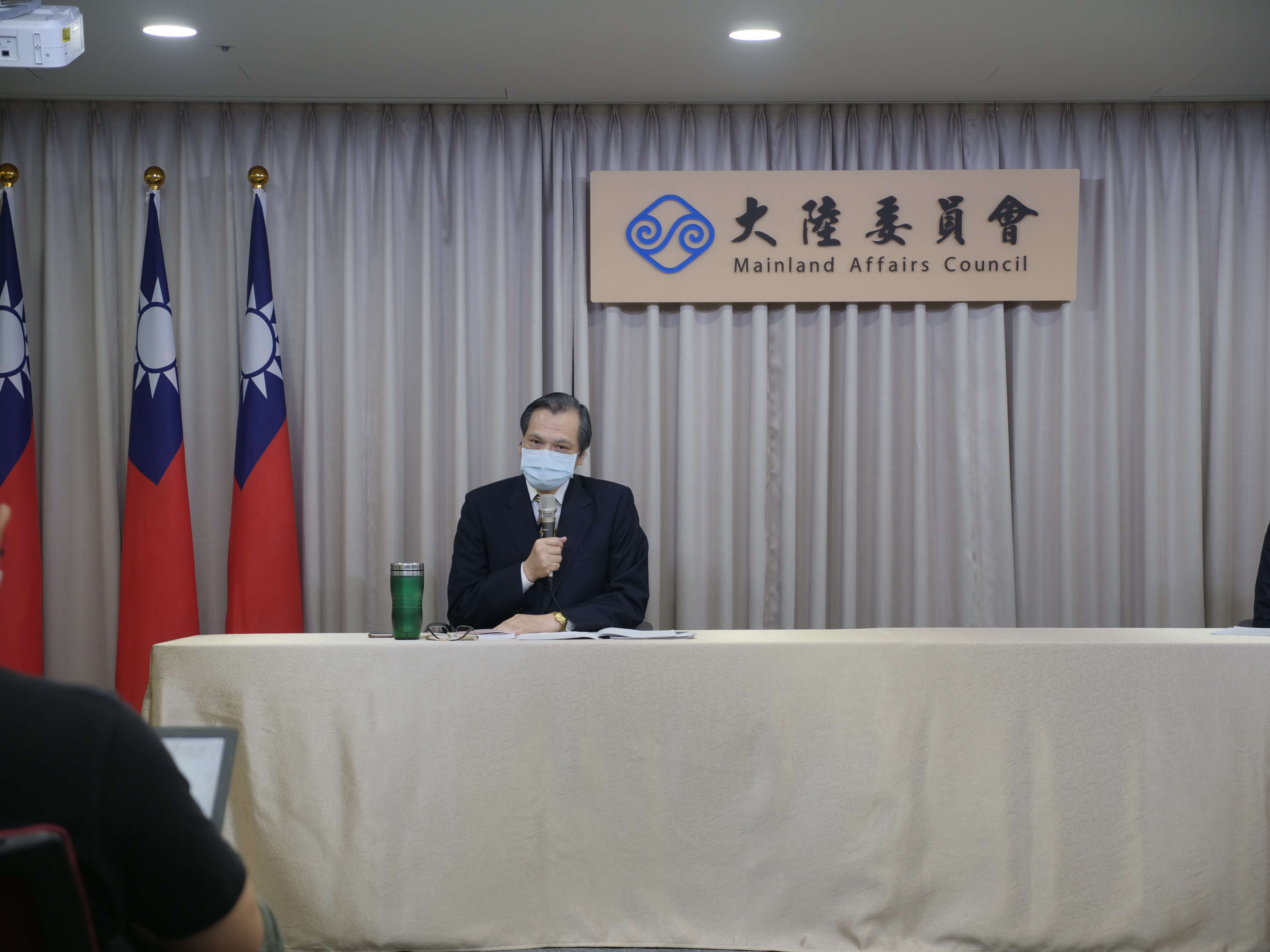
2020年6月18日，陸委會召開記者會，公佈香港人道援助關懷行動專案

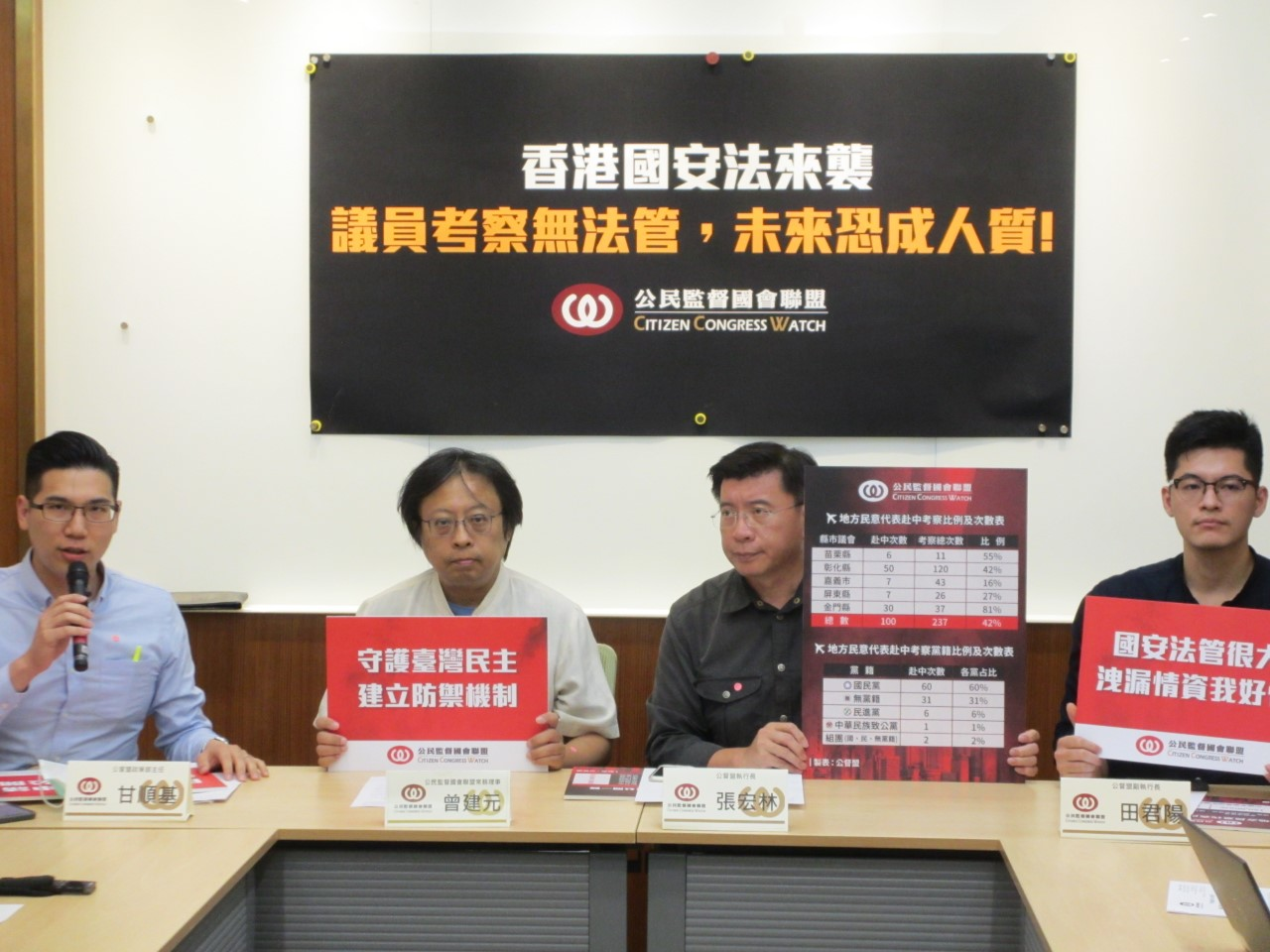
2020年7月9日，台灣公民監督國會聯盟召開回應香港國安法的記者會

中華民國總統、民主進步黨主席蔡英文表示，該法的通過是對中國大陸曾經承諾香港的「五十年不變」，打了很大的一個折扣，讓人感到非常失望，證明了一國兩制是不可行的。副總統賴清德在社交媒體上表示中國大陸此舉踐踏民主潮流，摧毀「港人治港，高度自治」的承諾，他呼籲北京與香港的當局方面應傾聽民意，切勿一再毀諾。
立法院院長游錫堃對此表示強烈遺憾和嚴厲譴責。他在聲明中表示，中國大陸繞過香港立法會逕行通過此法，造成香港局勢迅速惡化和港人安全自由權益危殆，立法院方面深表關切，將採取一系列因應措施。
行政院院長蘇貞昌表示此法違背中國大陸政府對香港「一國兩制五十年不變」之承諾，並且有著超乎尋常的管轄範圍與效力，是「恐怖」的立法。行政院大陸委員會根據其在2020年6月18日所公佈的“香港人道援助行動專案”設立“台港服務交流辦公室”，並在聲明稿中指出該辦公室的設立旨在为港人赴台就学、就业、投资创业、移民定居，以及香港有意来台发展的跨国企业、国际法人团体等，提供谘询与协助服务。
中國國民黨對《國安法》通過發表聲明，表示《港版國安法》讓一國兩制空間嚴重受到壓縮，對此感到遺憾。同時也呼籲蔡英文政府要勇敢面對。
台灣民眾黨主席兼臺北市市長柯文哲表示，“香港国安法”此举无疑会加深台湾人讨厌中国大陆的程度，反送中事件还历历在目，北京当局不应重复失败经验，再重蹈覆辙。
國立臺灣師範大學政治學研究所教授范世平批评，《维护国家安全法》對国家安全公署權力界定「非常模糊」。他認為，《维护国家安全法》第五十五条中所指的「複雜情況」、「嚴重情況」、「重大現實威脅」等用字均未有明確解釋，「其實全部都是北京當局說了算」。他擔心，與國安法有關的案件會由國安公署直接辦案，跳過香港警務處。

## 亚洲

### 新加坡
據新加坡《聯合早報》2020年7月29日報導，當地時間28日晚，新加坡總理李顯龍參加了美國智庫大西洋理事會的線上視頻座談會，在談到香港國安法時，他表示，希望香港能逐漸進入“新常態”，保持穩定和繁榮，繼續發揮它本身以及對中华人民共和国的作用，這將對亞太地區有益。李顯龍表示，香港和新加坡之間確實有一定程度的良性競爭，但亞太地區很大，機遇也很多。香港是中华人民共和国的門戶，有它的優勢；新加坡在東南亞中心，足跡較大，有不同的優勢。綜合各種考量，他更希望香港取得好表現。

### 日本
2020年6月28日，针对中華人民共和国人大常委将通过《港区国安法》，《共同社》称，日本政府计划就香港局势与发动对华制裁、限制向中华人民共和国当局人士等发放签证的美国“紧密合作”。日本外务省消息人士称，《港版国安法》与中华人民共和国宣称的“一国两制、五十年不变”的国际承诺相悖，对此深感忧虑。该人士还表示，美国的制裁措施展示了特朗普政府的姿态，日本将与美国及相关国家合作，继续要求中华人民共和国当局保持克制。读卖新闻则称，日本政府已进入协调阶段，中华人民共和国政府一旦通过《港区国安法》，将向中方表达“遗憾”。
2020年法例通過當天的6月30日上午，內閣官房長官菅義偉在記者會上表示，在國際社會與香港市民強烈憂慮下，對法例通過感到遺憾，指法例損害國際社會對一國兩制的信賴，而這制度對與香港交流密切的日本而言，是極為重要；日本繼續支持香港維持自由開放，並透過民主及安定方式發展，日本將與有關國家協調，適當回應。防衛大臣河野太郎在記者會上表示，法例通過意味著中國大陸未遵守香港主權移交時，對國際社會作出的一國兩制承諾，甚至可說是單方面改變現狀，這會對中華人民共和國最高領導人習近平的訪日安排產生非常重大影響。外務大臣茂木敏充亦對法例通過表示遺憾。
自由民主黨参議院幹事長世耕弘成表示一國兩制不應崩潰，立憲民主黨代表枝野幸男感到甚為遺憾，國民民主黨代表玉木雄一郎對法例威脅一國兩制深感憂慮，日本共產黨委員長志位和夫抗議並要求撤回暴行。經濟同友會代表幹事櫻田謙悟擔憂美中對立激化，副代表幹事、東芝社長車谷暢昭表示應維持香港營商環境。立教大學香港研究專家倉田徹教授稱無形恐怖會蔓延，防衛省防衛研究所主任研究官飯田将史指中华人民共和国加強對港壓力。金融業界希望東京能接收從香港流出的金融人才，加強國際金融中心地位。
2020年7月3日，日本放送協會（NHK）報道，執政黨自由民主黨因應法例通過，要求政府取消習近平訪日計劃。自民黨擬定一份譴責中华人民共和国的決議，指法例施行後大量人被捕，此前擔心成真，無法置身事外，表示嚴重關切；要求政府取消因2019冠狀病毒病疫情而押後的習近平國賓訪日安排，並採取適當措施保護在港國民，及對香港市民提供必要支援，向希望離開的香港市民發放工作簽證等。
2020年7月4日，共同社则引述日本政府消息指出，日方因顾虑中日关系，不认同对华制裁，因为中日关系若转冷，日本经济将受严重影响。日本内阁总理大臣安倍晋三也对制裁持谨慎态度，与美国保持距离，总理大臣官邸相关者更指出：“除美国以外，各国对制裁的态度称不上积极。”但报道也称，不排除未来日本政府因应国际形势发展而改变态度。
2020年7月7日，執政黨自由民主黨正式敲定譴責中华人民共和国決議，強烈譴責中华人民共和国一意孤行強推法例，令大量人被捕，損害一國兩制信譽，令人懷疑香港能否繼續維持自由、人權、民主等基本價值；決議要求中华人民共和国遵守對國際社會的承諾，負起大國責任，並要求政府保護國人及向港人提供援助。至於要求取消習近平訪日，由於幹事長二階俊博等人有不同意見，最終改為以外交部會及外交調查會名義要求取消。翌日，外交部會長中山泰秀一行將決議提交至官房長官菅義偉，獲回應會認真對待決議。

### 南韓
大韩民国外交部长官康京和在2020年6月30日表示，大韩民国正在密切关注有关动向及今后影响，韓方尊重中英兩國在1984年簽訂的《中英聯合聲明》，並認為根據《聯合聲明》和《香港基本法》，香港在「一國兩制」的原則下享有高度自治並繼續維護穩定與發展至關重要。

## 大洋洲

### 澳洲
2020年7月7日，澳大利亚政府宣布更新旅游建议，呼吁其公民不要前往香港，并重新考虑他们留在香港的需要。
2020年7月9日，澳洲總理斯科特·莫里森表示《港區國安法》破壞了《中英聯合聲明》提出「一國兩制」的框架，損害香港高度自治，並宣布澳洲將延長對香港居民發出工作或留學簽證的期限至5年，并在这5年结束后可以获得永久居留权。同日，澳大利亚外交部发布公告称：“香港的新国家安全法可以得到广泛的解释。根据该法律，公民可能会被驱逐出境，或面临根据中国大陆法律被起诉到中国大陆的可能”并补充说，法律的全面范围和适用方式尚不明确，澳大利亚人可能“由于模糊的国家安全理由而被拘留的风险增加，可能无意中违反了法律。”當日，澳洲政府宣布暂停香港與澳洲的引渡协议，並已將決定知會香港特區政府。

### 紐西蘭
2020年7月9日，紐西蘭副總理兼外交部長溫斯頓·彼特斯表示，《港區國安法》已經「根本改變香港的國際關係環境」，「紐西蘭對香港實施國安法持續深表憂慮」，「因此，政府已指示官員重審紐國關於香港的一切政策制定，以確定雙方往後合作的適當性質。」彼特斯又稱需重新審視的對港政策包括引渡協定、戰略物資出口管制及旅遊建議等。
28日，溫斯頓·彼特斯表示，《港區國安法》破壞香港一國兩制的框架，亦違背了中华人民共和国對國際社會所作的承諾，由於香港的法治原則已經被中华人民共和国的《港區國安法》破壞，紐西蘭不再相信香港的刑事司法系統是獨立於中华人民共和国，宣布中止與香港的引渡協議，而向香港出口軍事及技術等方面，將採取與中國大陸同樣的管制措施，同時更新旅遊建議，提醒國民《港區國安法》實施後前往中华人民共和国的風險。

## 欧洲

### 俄羅斯
2020年5月26日，俄罗斯外长謝爾蓋·拉夫罗夫表示，涉港问题完全是中华人民共和国的内政，美方扬言针对中华人民共和国全国人大推进涉港国安立法对中方实施制裁，不利于美方在其他问题上同中方开展有效对话。7月2日，俄罗斯外交部副部长莫尔古洛夫表示，中华人民共和国政府颁布实施《港區国安法》属于其内部事务。俄罗斯外交部发言人扎哈罗娃表示，与香港有关的一切事务都属于中华人民共和国的内政，外国无权干涉。
2020年7月8日，俄罗斯总统弗拉基米尔·普京在電話中告知習近平，俄方坚定支持中方在香港特别行政区维护国家安全的努力，反对任何破坏中华人民共和国主权的挑衅行为，相信中方完全有能力维护香港长期繁荣和稳定。

### 法國
2020年7月8日，法國外長让-伊夫·勒德里昂在法國參議院聽證會上強調「《港區國安法》與基本法規定的一國兩制已構成『決裂』」，他又稱「法國不會袖手旁觀，我將在適當的時候公布法國政府打算採取的反擊措施。」2020年7月9日中午，勒德里昂與西班牙外長阿蘭查·岡薩雷斯在巴黎舉行聯合記者會時再次明確法國對香港政策的立場：「在我們看來，港區國安法嚴重撼動了1997年的基本法及『一國兩制』下的香港自治。」並表示法國將會協調歐盟採取反擊措施。2020年8月3日，法國宣布停止批准與香港引渡協議生效。
2020年8月3日，法國外交部發出聲明，「鑑於最新的事態發展，法國將不會批准法國與香港特別行政區於2017年5月4日簽署的引渡協議」，聲明又表示中华人民共和国實施《港區國安法》，令人質疑「一國兩制」原則以及由此產生的基本自由，亦直接影響法國公民和企業。

### 德國
2020年7月1日，德國外交部部長海科·馬斯稱《港區國安法》勢將影響中歐關係，香港的自治正遭到削弱，狀況「極度令人憂慮」，歐盟必須對此迅速展示強硬立場。德國聯邦外交部在其官网上提醒准备赴港及在港德国公民应當注意自己的政治言行。
2020年7月28日，德國外交部宣布，即時停止向香港輸出軍事裝備及軍民兩用敏感產品。德國外交部部長馬斯在歐盟27國同意對香港實施敏感技術禁運後稱，香港人憂心一國兩制框架遭破壞和自由受到限制，而歐盟的決定正是「與港人團結的象徵」。
2020年7月31日，德國外長宣佈中止与香港的引渡协议。

### 芬蘭
2020年7月15日，芬蘭司法部長安娜-瑪雅·亨利克松在接受芬蘭廣播公司採訪時表示，基於《港區國安法》施行後香港的法律狀況不透明，芬蘭已經停止了與香港之間的引渡協議。芬蘭在2020年10月16日正式宣布暫停與香港的引渡協議，並指《港區國安法》箝制香港自治，使引渡協議不再適用。

### 愛爾蘭
2020年10月23日，愛爾蘭外長西蒙·柯文尼（Simon Coveney）接受愛爾蘭國會議員質詢時表示，愛爾蘭政府經檢討後在2020年10月13日決定暫停執行與香港的引渡協議。科文稱《港區國安法》實施前沒有經過香港社會和立法會的諮詢，讓香港獲得承諾的高度自治面臨風險，並關注香港的法治和司法獨立因此受到侵蝕，他強調愛爾蘭將持續對香港情況保持警惕。

### 瑞士
2020年8月3日，瑞士聯邦委員會委員兼外交部部長伊尼亚齐奥·卡西斯批評從《港區國安法》可見中华人民共和国侵犯人權的情況正持續增加，並指若中华人民共和国放棄在香港實施「一國兩制」的原則，將會影響在香港投資的瑞士公司。卡西斯指出兩國建交70年，雙方的對話中亦一直包括法治和人權問題，中方一旦放棄開放的道路，西方國家將更果斷回應，他形容中华人民共和国已經改變，了解到中华人民共和国的情況比想像中更動盪不安，而瑞士必須更強硬地保障自身利益，包括加強國際法及多邊體系。

### 英國
2020年6月23日，英國駐華大使館在英國政府網頁發布《关于香港问题的辟谣说明》，指出「中英联合声明是在联合国登记在案的具有法律效应的国际条约，自1985年6月12日至今仍有效。新国家安全法在《基本法》中不存在正当的法律依据，且违背了《中英联合声明》。」《闢謠說明》同時反駁中國新聞網稱「香港民众欢迎新国家安全法的通过」，《闢謠說明》指出縱使香港有一些人支持但並非所有人都支持，並引述一個由明報舉辦的民意調查，民意調查結果反映「64%的香港民众反对这项法律」。
2020年6月30日，英国首相鲍里斯·约翰逊表示英国政府对港区国安法“深表关切”（deeply concerned），表示“将十分谨慎地审视该法，我们要对其进行妥善评估，确定它是否与《中英联合声明》存在冲突。”在问及国安法是否会影响到限制华为进入到英国市场，他矢口否认道：“这个立场非常简单：我不会将此事卷入排华情绪，我不是排华的人”（The position is very, very simple: I'm not going to get drawn into Sinophobia because I'm not a Sinophobe.）。
2020年7月1日，约翰逊在英國國會表示，中华人民共和国制定并实施《香港国安法》明显严重违反了《中英联合声明》。约翰逊说：“这损害了香港的高度自治，与香港《基本法》有直接冲突。该法威胁了《中英联合声明》保障的自由和权利”。英国外交大臣藍韜文说明，持有英国国民（海外）护照（即BN(O)护照）的香港人将获准进入英国工作、生活五年，之后可以申请定居，再12个月后可以申请入籍，人数没有上限。这项“特殊的、专门的”安排是英国兑现对港人的历史承诺。同日英国对在香港的本国公民发出香港旅游风险警示。
2020年7月17日，英國最高法院院長、香港終審法院非常任法官韋彥德發聲明，表示這項受關注的法例，其影響視乎如何執行，英國最高法院將與英國政府評估香港情況，而香港主權移交後，英國最高法院向香港終審法院派遣2名法官的協議是否繼續，要視乎香港是否繼續享有司法獨立及法治。聲明強調，最高法院支持香港法官捍衛司法獨立及法治，相信終審法院法官會維護《香港基本法》第85條規定的法院獨立司法權，並引述香港終審法院首席法官馬道立的早前聲明，指司法獨立及法治為香港基石，香港司法機構有憲制責任保持及維護。
2020年7月20日，英國外交大臣藍韜文在英國下議院表示，中华人民共和国政府在香港實施《港區國安法》違反《中英聯合聲明》及國際義務，宣布即時並無限期暫緩執行英國與香港之間的引渡協議，而自1989年六四事件起生效的對中华人民共和国武器禁運，亦擴大至適用香港，不再向香港輸出軍事用品，包括槍械、彈藥和相關零部件，以及用於鎮壓的裝備。
英國國防部發言人表示，鑒於英國政府已表明港區國安法違反《中英聯合聲明》，威脅香港人的權利和自由。在2019冠状病毒病疫情下，英方人員將暫停為香港提供訓練，疫情過後會再做安排。
2020年11月，英国政府发布《香港問題半年報告》，对《香港国安法》提出质疑，认为嚴重違反《中英聯合聲明》，質疑其對「一國兩制」承諾。
2020年12月5日，日本媒體引述政府消息人士報道，英國海軍最快2021年初派遣以「伊利沙伯女皇號」（HMS Queen Elizabeth）為核心的航空母艦打擊群到西太平洋，並作長期部署，預計將接受駐日美軍的支援。展現維護秩序的姿態，對抗加強海洋活動的中华人民共和国。報道指，在西太平洋，與日本有同盟關係的美軍與非周邊國航空母艦持續活動極為罕見，背後原因在於中华人民共和国對南海的主權主張，以及英國政府對香港問題的強烈關切，並為香港一旦出現極端情況，協助保護及撤走在港英國國民作準備。
2021年2月16日，英國外交部更新香港營商指引，在香港經濟概况一欄刪去「國際金融中心」的字眼，改為「區域樞紐（regional hub）」。指引提到《港區國安法》落實後，4名民主派立法會議員被取消資格，是中方第3次違反《中英聯合聲明》，而原定2020年9月舉行的立法會選舉也被政府以新型肺炎疫情為由而推遲，部分企業僱員參與示威活動和表達的政見會受到中方的壓力。不過在反洗黑錢一欄中，保持形容“香港作為國際金融中心，仍然是不合法及合法金融的目標。”

### 荷蘭
受國安法影響，荷蘭於2020年10月23日終止和香港的引渡協議。

## 北美洲

### 美國
美国商务部发布声明，取消对香港的优惠待遇，并停止向香港出口防卫产品，对出口香港的军民两用科技产品实施新的贸易限制，与出口至中国大陆的相关产品同等对待。
2020年7月1日，國務卿邁克·蓬佩奧批評《港區國安法》“是對所有國家的侮辱”，美方將繼續執行總統特朗普的指示，終止香港的特殊地位。當日，美國國會兩院通過《香港自治法》，美国众议院议长南希·佩洛西要求对中华人民共和国实施制裁。2020年7月14日，美國總統特朗普在白宮記者會上宣佈已簽署《香港自治法》，法案正式成為美國法律。
2020年7月31日，國務卿邁克·蓬佩奧出席美國參議院外交關係委員會聽證會時，對先後共有70餘國表態支持香港國安法感到非常不安。
2020年8月1日，美國政治科學協會（APSA）公布受《港區國安法》實施影響，原定在香港舉行「亞洲區具爭議的政治及其影響」工作坊，更改到大韓民國首爾舉行。學者擔心日後學術界再不敢來港出席交流活動，考慮在歐美、日本、大韓民國等學術較自由的地方舉行活動。
2020年8月7日，美國財政部宣布制裁侵犯人權及破壞香港自治的11名中港官員，被制裁人士包括香港行政長官林鄭月娥、律政司司長鄭若驊、行政長官辦公室主任兼國安委秘書長陳國基、保安局局長李家超、政制及內地事務局局長曾國衞、警務處處長鄧炳強、前警務處處長盧偉聰、全國政協副主席兼國務院港澳辦主任夏寶龍、港澳辦副主任張曉明、香港中聯辦主任兼國家安全事務顧問駱惠寧、中央駐港國安公署長鄭雁雄。
2020年8月20日，美国宣布因《港區国安法》，暂停与香港移交逃犯条例、移交被判刑人协定及豁免国际船运利得税，美國國務院發言人奧塔古斯在聲明中稱，中共採取激烈手段，侵蝕在《中英聯合聲明》中，對英國及香港人民承諾給予香港50年的高度自治，總統特朗普表明會視香港為「一國一制」，並對破壞香港人民自由的個人採取行動。
2020年9月14日，美国国务院在其官網网上對香港發布旅游警告。美国国务院認為，中华人民共和国政府在香港实施国家安全法後會給美國遊客帶來風險。
2020年11月9日，國務卿邁克·蓬佩奧宣佈，財政部已對执行《港區國安法》的中央驻香港维护国家安全公署副署长李江舟、香港警务处负责国家安全的副处长刘赐蕙（Edwina Lau）、香港警务处国家安全处高级警司李桂华（ Steve Li Kwai-Wah）以及港澳办副主任邓中华實施制裁。
2020年12月7日，美国国务院与财政部對14名全国人大常委会副委员长：曹建明、张春贤、沈跃跃、吉炳轩、艾力更·依明巴海、王东明、万鄂湘、陈竺、白玛赤林、丁仲礼、郝明金、蔡达峰和武维华實施制裁，其中包括身兼中共中央政治局委员的第一副委员长王晨。美国国务卿蓬佩奥指上述14人對港版国安法的通過负有直接责任。
2021年1月15日，國務卿邁克·蓬佩奧發布聲明，因應香港警方2021年1月6日依《港區國安法》逮捕包括1名美國公民在內的55名泛民人士，指控他們涉嫌顛覆國家政權罪進一步祭出制裁措施。受制裁官員包含中共中央統戰部部長尤權、中央駐港國安公署副署長孫青野、港區全國人大常委譚耀宗以及香港警務處國安處處長蔡展鵬、負責國安的警務處助理處長江學禮與簡啟恩。
2021年7月16日，財政部轄下的海外資產控制辦公室（OFAC）宣布，根據《香港自治法案》（Hong Kong Autonomy Act of 2020 *），宣佈制裁7名香港中聯辦副主任 ：陳冬、何靖、盧新寧、仇鴻、譚鐵牛、楊建平、尹宗華。即時列入《特別指定國民和被封鎖人員名單》（SDN）。
2021年12月22日，國務院根據該國的《香港自治法案》向國會提交半年報告，提醒外國金融機構，如果和5名中聯辦副主任 - 陳冬、何靖、盧新寧、譚鐵牛及尹宗華進行交易，將面臨當局的制裁。
2024年5月31日，美国宣布对参与国安法实施的中港官员实施新的签证限制。

### 加拿大
2020年7月1日，加拿大政府在《港區國安法》生效後即時更新對香港的旅遊警示，警告在香港的國民被任意拘捕及引渡到中國大陸的風險增加。
2020年7月3日，加拿大總理賈斯汀·杜魯多在記者會稱《港區國安法》破壞「一國兩制」原則，威脅750萬香港人及30萬居港加拿大人，並宣布加拿大即時停止出口軍事敏感裝備到香港，同時暫停香港與加拿大的引渡協議。加拿大外交部部長商鵬飛譴責中华人民共和国以秘密方式制定《港區國安法》，在秘密過程下通過及頒布的《港區國安法》未經香港立法、司法機構或人民參與，加拿大將重新審視對香港的政策，外交部同時更新加拿大公民前往香港的旅遊警示。
2021年2月，加拿大推出了《港人避風港計畫》，放寬對香港人的工作簽證及過渡為永久居民的申請，以向《港區國安法》下的港人提供保護。

## 國際組織

### 聯合國

在联合国人权理事会表态的国家
支持
反对

2020年7月3日，聯合國人權事務高級專員辦事處發聲明，表示法例過於含糊，容易出現任意檢控。聲明指，法例未獲充足認識時即出現拘捕行動令人震驚，希望條文充分體現國際公約有約束力的條款；法例部分罪行定義模糊及過於寬泛，未能區分暴力及非暴力行為，有機會引致歧視、任意詮釋或任意執法，損害人權保障，重申受國際人權法保護的行為及言論不應被定罪；「勾結外國或境外勢力危害國家安全罪」可能限制公民活動，扼殺活動人士對公共事務的參與，或令人權維護者及活動人士因表達、結社或和平集會而被定罪。
2020年9月4日，联合国反恐与保护人权问题特别报告员尼·奥拉宁等7名联合国专家在联合国人权办公室网站发布联名信，对港版国安法严重损害香港法官和律师的独立性以及言论自由等基本权利表示严重关切。
2020年6月30日，在联合国人权理事会第44次会议上，英法德日等27国在会上发表联合声明，指出港区国安法威胁到香港的自由，呼吁北京重新考虑。古巴則代表包括中華人民共和國在内的53个国家发言，支持香港国安法。朝鲜民主主义人民共和国、乍得、佛得角等20国代表于次日发言，支持港版国家安全法立法，先后共有70余国表态支持香港国安法。
2020年7月2日，印度驻联合国人权理事会代表则对香港立法情况表关注，并呼吁印度政府对日趋严重的香港人权局势进行适当的处理。

#### 聯合國人權事務委員會
2022年7月27日，聯合國人權事務委員會發表六地人權狀況的《結論性意見》，意见中称對過度解讀和隨意實施的《香港國安法》表達深切關注。委員會称中華人民共和國全國人民代表大會在未諮詢香港公眾的情況下通過了《國安法》，並表示有超過200人以「危及國家安全」為由遭到逮捕，其中包括12名兒童。委員認為《香港國安法》對「國家安全」缺乏明確性，亦擔憂任何人可藉此法被引渡到並未實施《公民權利和政治權利國際公約》的中國大陸。
委員會敦促香港政府採取措施以廢除國安法，並要求同時停止進行任何國安拘捕及檢控行動。

### 歐盟
2020年6月30日，欧洲理事会主席夏尔·米歇尔表示，香港国安法律可能会「破坏法治」，欧盟理事会对该决定「表示遗憾」。欧盟委员会主席乌尔苏拉·冯德莱恩表示，欧盟现正与「国际伙伴」就可能的回应措施进行讨论。冯德莱恩说：「我们已经多次表明，包括上周与中国领导人的直接接触，表明新立法不符合香港的基本法，也不符合中国的国际承诺。」「我们对此表示严重关注。」，2020年7月1日，欧盟理事会发表了联合声明，对中华人民共和国通过《港区国安法》表示“严重关切”，表示相关法律未经香港立法会和民间社会事先有意义的协商而获得通过。声明重申，在“一国两制”原则下，欧盟对香港的持续稳定与繁荣有着重大利益。它非常重视根据《基本法》和国际承诺维护香港的高度自治，并尊重这一原则。声明最后，欧盟表示将评估该法案的影响，并持续与中华人民共和国沟通。
2020年7月2日，冯德莱恩表示，欧中贸易关系重要，而香港是欧中贸易重要枢纽，拥有特殊地位，欧中双方应确保合作关系继续。她还称，如果欧盟成员国一致对港版国安法有意见，将会对中华人民共和国有长远影响，但她未进一步解释。而冯德莱恩的盟友、欧盟理事会轮值主席国德國總理安格拉·默克爾則稱歐盟會繼續就國安法問題與中华人民共和国對話，雙方應保持互信，容許暢所欲言，意見不合在所難免，但希望可以取得共同結果。她还称德国现在没有计划为港人推出新的庇护措施。
2020年7月1日，欧盟外交和安全政策高级代表何塞·博雷利·丰特列斯表示，在香港警察根据中华人民共和国新的国家安全法进行首次逮捕之后，布鲁塞尔正在评估这项法律的含义，并继续对香港人权表示关注。丰特列斯在一份声明中说：「欧盟认为必须充分保护香港居民的现有权利和自由。包括言论，新闻和出版自由，以及结社、集会、游行和示威的自由」。并表示会在2020年7月13日举行的下一届欧盟外长会议上，香港情况将会作为讨论议程之一。
2020年7月28日，歐盟理事會發表聲明，指中华人民共和国實施《港區國安法》侵蝕香港在一國兩制下受保障的權利和自由，並影響中华人民共和国與欧盟之間的关系，由於中华人民共和国違背國際承諾，歐盟27國同意限制向香港輸出用作鎮壓、截取通訊或進行網絡監察等的敏感科技和設備，與中國大陸同一對待。德國聯邦外交部部長海科·馬斯在聲明中提到，歐盟現在擁有一個「共同工具箱」，成員國可在其權力範圍內，用來回應北京對香港公民社會的侵犯。

### 東南亞國家協會
东盟秘书长林玉辉表示，东盟一贯并将继续坚定支持“一国两制”，充分理解香港特区维护国安立法的内在因素和极其必要性，赞赏中华人民共和国做出这一重要决定的远见卓识，期待香港尽早实现长久治安，为东盟和香港加强合作创造更有利环境。

### 其他組織
非洲联盟、上海合作组织、阿拉伯国家联盟等国际组织表态支持中华人民共和国的决定。
北大西洋公约組織秘书长延斯·斯托尔滕贝格在德国汉堡的一个虚拟论坛上表示强烈抗议，他说：「很明显，中国并不共享我们的民主、自由、法治等价值」。

## 其他機構或组织

### 非政府組織
2020年6月17日，全球86个国际人权组织与香港民间人权团体发表联署声明，呼吁中国应撤回在香港引入国家安全立法的计划，以保障人权与公民自由。
2020年6月30日，國際人權組織人权观察则呼吁联合国成員國應组成国际人权调查团，以審查北京政府的人權記錄。人权观察组织中国区主任苏菲·理查森（Sophie Richardson）表示对香港落实国安法感到失望，并形容“香港是被压迫的救生艇，但他沉没了”。
大赦国际批评中国通过香港国安法的危害国家安全罪行范围广泛，而且含糊不清的罪行用来镇压异议人士。其中国区负责人约书亚·罗森茨威格（Joshua Rosenzweig）表示国安法的通过对香港人民来说是一个痛苦的时刻，是对香港近代史上最大的人权威胁。并批评北京政府有计划地制造了镇压武器，以用来对付政府批评者，包括只是表达观点或和平抗议的人。
營運維基百科的非牟利組織維基媒體基金會在7月15日發表網誌文章，表達對落實港區國安法的關注。同時表示港區國安法可能會嚴重影響維基百科和基金會其他專案的用戶的私隱，重申香港政府提出索取非公開用戶資料請求時，除非在評估後確定請求的合法性，否則不會提供任何資料。

### 社群媒體與企業
因應國安法生效，Telegram、Facebook（包括旗下WhatsApp）、Twitter、Google、Zoom和Signal先後宣布將暫停處理香港執法機關索取資料的請求。抖音海外版TikTok宣布撤出香港市場，但抖音繼續向香港用戶提供服務。Telegram於2020年7月5日向香港自由新聞稱，理解現時香港用戶保障私隱的重要性，於國際社會就目前香港的政治變化達成共識前，不會處理這些請求。Facebook指表達自由是基本人權，支持人們可以在無須擔心自身安全的情況下自由發表意見的權利。公司正評估法律的影響，將會徵詢人權專家意見，在完成評估前，不會處理相關請求。Google亦指在法律生效時，已即時暫停處理這些請求，並正在檢視法律細節。營運維基百科等網站的維基媒體基金會表示擔憂《港區國安法》限制維基媒體計劃用戶私隱，並宣布在全面檢視法例影響前，不會向香港政府提供任何非公開用戶資料。
《彭博社》報導有科技公司開始離開香港，並引述軟件公司負責人稱「我們現在處於兩難境地。要是遵守香港的法律，可能會違反其他國家的法規」，「我們擔心如果有一天我們告訴別人自己是一家位於香港的公司，人們會不信任我們。」前加拿大安大略省訊息與隱私事務專員安‧卡沃基安（Ann Cavoukian）表示，在美國等西方國家的執法機關，如要從Facebook這樣的社群媒體平台獲取用戶的數據，必須證明調查的必要性，並必須從法庭取得法官的授權令，但按《港區國安法》，香港警察不需要有法官批准。儘管中华人民共和国不斷宣稱國安法只會影響「少數人」，但以《港區國安法》對「國安」定義涵蓋範圍之廣，可能讓任何民眾都成為政府眼中的「少數人」。
2020年8月13日，Google宣布終止直接回應香港特區政府索取用戶數據的要求，香港當局日後須向美國司法部提出請求並根據《Mutual Legal Assistance Treaty》（司法互助協定）索取用戶數據，同時表示自《港區國安法》在香港生效後，從未向香港當局提供任何數據，以後亦不會直接回應有關請求，而美國以外的機構與過往一樣，可透過外交程序索取供刑事調查的數據資料，同時指公司會拒絕範圍太廣泛的數據請求，以保護用戶私隱。但是據新加坡《聯合早報》在2021年9月13日的報道，Google在《港版國安法》生效後的半年內，依舊向香港政府提交了3次個人數據資料。對此Google的回應稱提交的是有關人命威脅和人口販賣的數據資料，與《港版國安法》無關。

### 高等教育及學府
由於《港區國安法》第38條稱此法效力涵蓋非香港永久性居民，如被認定在香港以外地區觸犯此法，也可能在香港被捕。美國多所高等院校，包括普林斯頓大學、哈佛大學、賓夕法尼亞大學、阿默斯特學院，宣布允許學生以匿名方式上課、提交作業及報告，並在涉及中华人民共和国敏感政治的資料標註「內含敏感訊息」，此舉是要避免課程因為涉及到被中华人民共和国認為是政治敏感的材料，可保護學生和教職員不被中华人民共和国當局起訴，令學生在研習時可自由發言及表達意見，確保學術自由。普林斯頓大學助理教授祖若水稱，學生可以使用代號提交作業，並表示他們不會因恐懼而不再教天安門事件、新疆或任何中华人民共和国政府不希望他們討論的敏感議題。哈佛大學商學院教授政治學助理教授任美格表示，他們的課程涵蓋台灣、香港和中共執政合法性等議題，討論的個案研究之一，要求學生閱讀新疆維吾爾族人遭關押在再教育營期間寫的日記，他們將採取措施保障學生。賓夕凡尼亞大學政治學系教授金駿遠稱，他將寄出「內含敏感訊息」的課程大綱，又表示網上課程內容如外流，不僅可能危及學生，有朝一日他前往中华人民共和国也自身難保。
2021年5月，英國倫敦大學亞非學院，指教材及課堂討論可能被視作違反《香港國安法》的證據，要求學者不要在課堂上錄影，並教導學生以匿名方式發表評論，以防止師生到訪香港或中國大陸時被捕。